# Third Wish
Third Wish är ett studioalbum utgivet år 2004 av det amerikanska heavy metal-bandet Feinstein. Albumet blev bandets enda och är utgivet på skivbolaget Magic Circle Music.

## Låtlista
1. "Regeneration" - 4:44
2. "Rebelution" - 4:57
3. "Streaming Star" - 4:52
4. "Third Wish" - 8:57
5. "Rule the World" - 5:04
6. "Masquerade" - 4:37
7. "Far Beyond" - 5:31
8. "Poison Ivy" - 4:37
9. "Live to Ride, Ride to Live" - 4:54
10. "Firefighter" - 5:29
11. "Inferno" - 4:49

## Medlemmar
- David Feinstein - Gitarr
- John West - Sång
- Bob Twining - Keyboard
- Jeff Howell - Bas
- Nate Horton - Trummor